# Airbus THOR
Airbus THOR (Test of High-tech Objectives in Reality/badanie obiektów zaawansowanych technologii w warunkach rzeczywistych) – prototypowy, bezzałogowy aparat latający zaprojektowany i wybudowany w firmie Airbus. Maszyna jest pierwszym na świecie samolotem, którego elementy struktury płatowca zostały wykonane w technologii drukowania 3D.

## Historia
Nowe możliwości tworzenia elementów samolotu, jakie daje technologia drukowania przestrzennego, jest już wykorzystywana w lotnictwie. W konstrukcji Airbus A350XWB około 2700 elementów wykonanych z tworzyw sztucznych produkowanych jest przy użyciu drukowania 3D. Kolejnym etapem jest wytwarzanie przy użyciu tej technologii elementów metalowych. Dzięki takiemu rozwiązaniu, minimalizuje się ilość odpadów produkcyjnych, oszczędza energię potrzebną do usunięcia zbędnego materiału przy użyciu obróbki skrawaniem, jak również zmniejsza ilość oprzyrządowania wykorzystywanego do produkcji różnych elementów. Jednym z etapów udoskonalania technologii drukowania przestrzennego w przemyśle lotniczym jest projekt bezzałogowego, niewielkiego samolotu THOR. 50 jego elementów wykonano w technologii 3D, jedynie dwa elektryczne silniki napędzające samolot oraz układ sterowania wykonano przy użyciu tradycyjnych metod. Zbudowanie całości, wraz z wytworzeniem elementów płatowca, zajęło specjalistom z Airbusa 4 tygodnie. W listopadzie 2015 roku THOR wzniósł się po raz pierwszy w powietrze. Po raz pierwszy publicznie zaprezentowany został podczas Internationale Luft- und Raumfahrtausstellung Berlin w 2016 roku.

## Konstrukcja
THOR został wybudowany w układzie górnopłatu z usterzeniem w kształcie litery T. Dwa elektryczne silniki napędzają dwułopatowe śmigła. Podwozie stałe z przednim podparciem. Elementy struktury płatowca wykonano z poliamidów.